# 棕扇尾莺
棕扇尾莺（学名：Cisticola juncidis）为扇尾鶯科扇尾莺属的鸟类，是一種廣泛分布的舊大陸鶯，其繁殖範圍包括歐洲南部、非洲（沙漠和雨林以外的地區）以及亞洲南部，一直延伸至澳洲北部。该物种的模式产地在意大利。
這種主要生活在草地的小型鳥類，其辨識特徵是紅褐色的尾羽。此外，牠的頸部沒有金色，棕色的尾巴尾端帶有白色。在繁殖季節，雄鳥會進行蜿蜒的飛行展示，伴隨著規律的「啄啄」叫聲，這種聲音類似於不斷剪刀的咔嚓聲。牠們會在草叢中懸掛建造袋狀巢。

## 分類與系統學

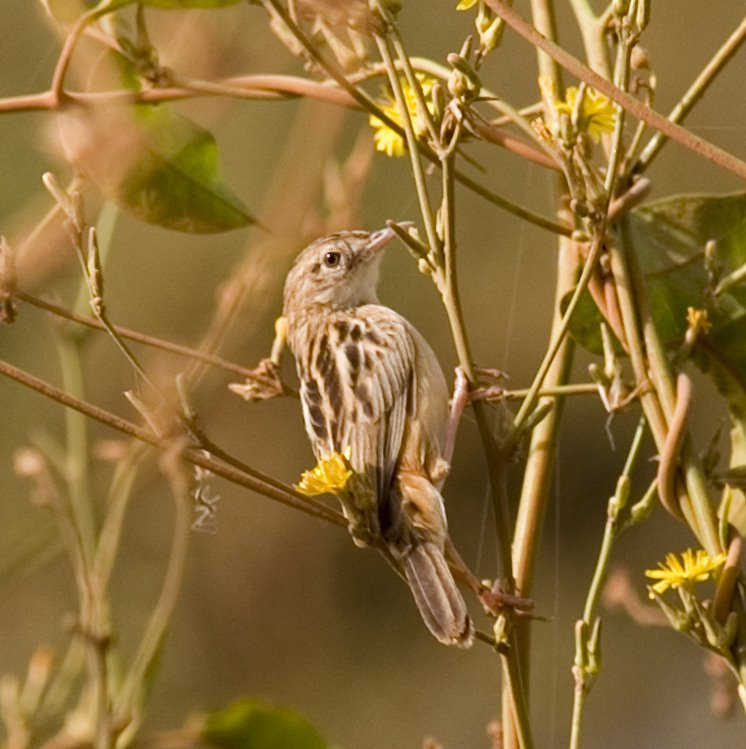
C. j. uropygialis (達卡, 塞內加爾)

棕扇尾鶯由博物學家康斯坦丁·薩米埃爾·拉菲內克-施馬爾茨於1810年描述，並賦予其雙名法名稱Sylvia juncidis。其模式產地位於西西里的坎波費利切-迪羅切拉。 現在的屬名Cisticola來自古希臘語的kisthos，意為「岩玫瑰」，以及拉丁語的colere，意為「居住」。種名juncidis同樣來自拉丁語，為iuncus的縮小形式，意為「蘆葦」。
在牠們廣泛的分布範圍內，不同族群表現出一些變異，並且多達18個亞種被認可。牠們的叫聲、羽毛和體型略有不同，有些亞種在某些分類學處理中被認為是獨立的物種。指名亞種分布於法國南部、希臘、土耳其、西西里島、科西嘉島和埃及，而葡萄牙西部和西班牙有cisticola。分布於巴勒斯坦、敘利亞、伊拉克和伊朗的亞種為neuroticus，而非洲北部和東部的族群則是uropygialis與perennius（更南部地區）。加蓬、安哥拉和南部非洲是terrestris的家鄉。印度西高止山脈的族群salimalii，不像印度平原和斯里蘭卡乾旱區的cursitans亞種，後者在非繁殖季節尾巴較長。malaya亞種分布於東南亞南部，tinnabulans則分布於中國南部，brunniceps亞種分布於韓國和日本。其他族群包括nigrostriatus（菲律賓）、constans（蘇拉威西）、fuscicapilla（爪哇東部）、leanyeri（澳洲北部）、normani（昆士蘭西北部）以及laveryi（澳洲東北部）。
該屬有時會與其他南部鶯科的屬分開，並被列為扇尾鶯科。該物種之前被稱為扇尾鶯，但現代名稱（英名：Zitting cisticola）保持了與其他熱帶扇尾鶯物種的一致性，並避免與同樣名為扇尾鶯（Fan-tailed warbler）的美洲物種混淆。

## 亚种
- 棕扇尾莺普通亚种（学名：Cisticola juncidis tinnabulans）。在中国大陆，分布于北京、山东、甘肃、陕西、四川、华南等地。该物种的模式产地在中国。[6]

## 描述
棕扇尾鶯體長10至12 cm（3.9至4.7英寸）。 上半身為棕色，帶有黑色斑紋。下半身呈現白色，尾巴寬大，尾端有白色，經常擺動，因此該物種有了另一個別名。成年雄鳥的頭頂斑紋較少，但背部斑紋較多，與雌鳥相似，且18個地理亞種之間性別差異不大。沒有頸部的金色領圈將其與黃頭扇尾鶯（Cisticola exilis）區分開來。在非繁殖季節，牠們傾向於藏匿於草叢中，難以發現。

## 棲地與分布

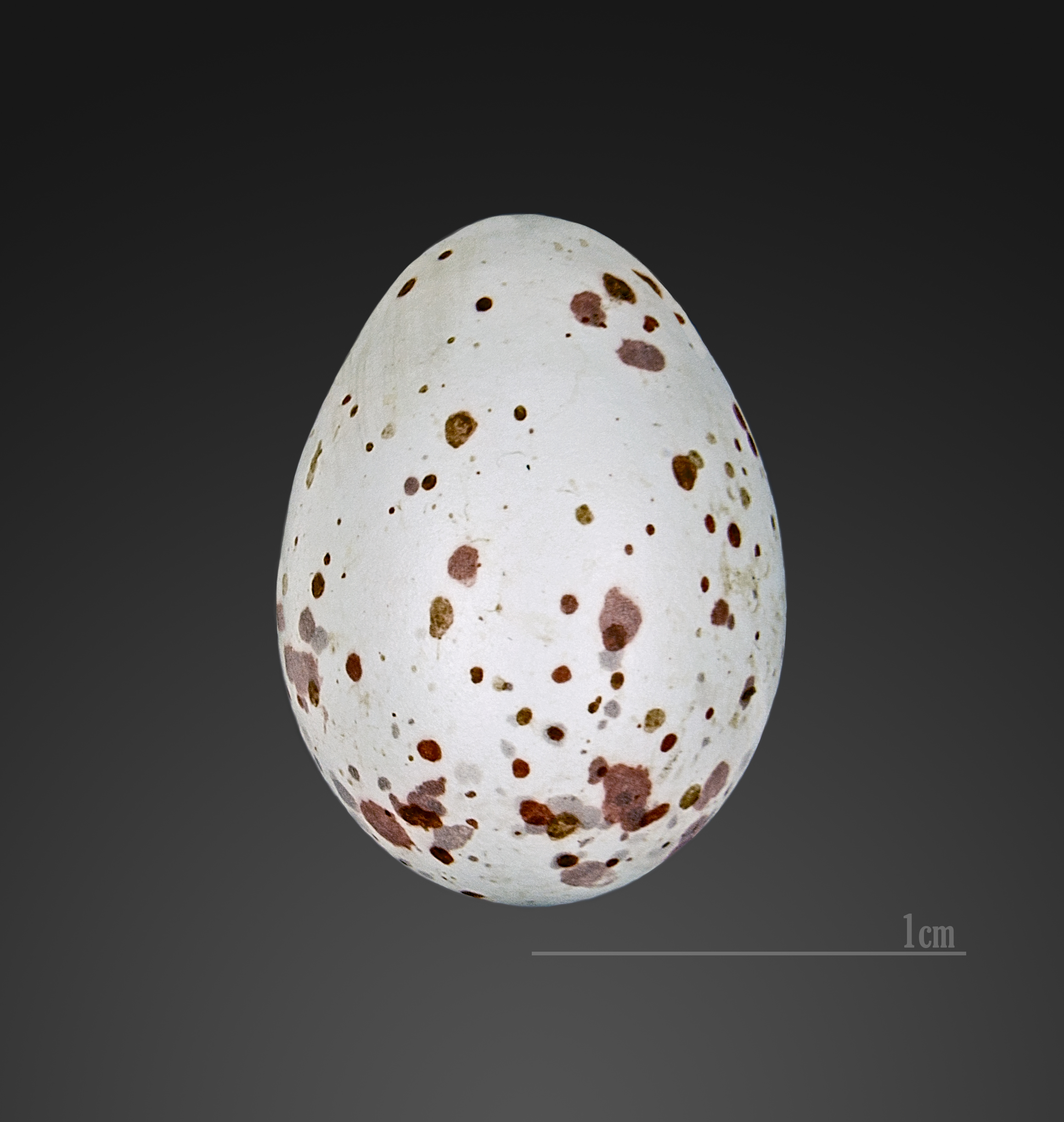
Egg, Collection 土魯斯博物館

該物種主要棲息於草地環境，通常接近水源。大多數族群是留鳥，但一些東亞的族群會在冬季遷徙到南方較溫暖的地區。在喜馬拉雅山脈，牠們在夏季會升至約1,900米（6,200英尺）的高度，但冬季則下降至1,300米（4,300英尺）以下。該物種在北歐洲是罕見的迷鳥，通常在春季超越遷徙範圍。其在歐洲的分布範圍正在擴大，儘管北部族群特別容易受到嚴冬的影響。

## 行為與生態
棕扇尾鶯是非常小型的食蟲鳥，有時會以小群形式出現。其繁殖季節與降雨有關，在許多地區每年可繁殖兩次。 雄鳥通常是一夫多妻制，但有些則是一夫一妻制。 雄鳥會在草叢深處建造初步的巢穴結構，並通過特殊的展示行為吸引雌鳥。雌鳥接受雄鳥後，會完成巢穴的建造。巢由活葉、植物絨毛、蜘蛛網和草製成，呈杯狀，上方有用草或葉子綁在一起的覆蓋物以進行偽裝；每窩產下3-6顆蛋。雌鳥負責孵卵，蛋約10天後孵化。牠們每年可育多窩幼鳥。 雌鳥會頻繁更換伴侶，並很少留在同一領地，而雄鳥則較少移動，維持不重疊的鳴唱領地，領地每天會發生變動。 雌鳥有時在第一年就可以繁殖。